# Mesochorus facetus
Mesochorus facetus är en stekelart som beskrevs av Dasch 1974. Mesochorus facetus ingår i släktet Mesochorus och familjen brokparasitsteklar. Inga underarter finns listade i Catalogue of Life.